# Stoffberg
Stoffberg este un oraș din Africa de Sud.